# 芦山县
芦山县是中国四川省雅安市所辖的一个县，位于雅安市区西北部，县城距雅安31公里，距成都156公里。全县总面积1166平方公里，2010年第六次全国人口普查显示全县常住人口为109029。

## 地理
芦山县境狭长，地势北高南低，北端最高的大雪峰海拔5634米，南端最低的熊河坝海拔621米，相差4743米。玉溪河、宝兴河、西川河纵流全境。北部是大雪峰、灵鹫山风景名胜区，南部是平坝和丘陵。全县年均气温15.2℃，年均降雨1313.1毫米，属亚热带内陆湿润气候，四季分明。

## 行政区划
芦山县下辖1个街道办事处、6个镇、1个乡：
芦阳街道、飞仙关镇、双石镇、太平镇、大川镇、思延镇、龙门镇和宝盛乡。

## 交通
- 351国道过境。

## 文物保护单位
全国重点文物保护单位3.5处：樊敏阙及石刻、青龙寺大殿、平襄楼、茶马古道-飞仙关及南界牌坊和马鞍腰摩崖题记。
省级文物保护单位9处：王晖石棺及石刻、姜维墓、佛图寺及石刻、涌泉寺、芦山茶马古道、红四方面军旧址、中共四川省委旧址、太平红军桥及石刻、飞仙关桥。

## 物产
芦山矿产丰富，铝土矿储量达8600万吨，著名的花岗岩“中国红”即产于芦山。
芦山农林产品及中药材质量上乘，魔芋、红梅果、山药、竹笋、鹿耳韭、绿菜、薇菜、蕨菜、茶叶、厚朴、黄柏、杜仲、川牛膝、鱼腥草等品质优良。

## 自然災害
2013年4月20日8时2分，芦山县龙门乡发生了黎克特制7.0地震。